# Yves-François Blanchet
Pour les articles homonymes, voir Blanchet.
Yves-François Blanchet, né le 16 avril 1965 à Drummondville (Québec), est un agent d'artiste, homme politique canadien, chef du Bloc québécois depuis le 17 janvier 2019. 
Élu député de la circonscription de Drummond à l'Assemblée nationale du Québec pour le Parti québécois (PQ) aux élections générales de 2008, il est whip en chef du gouvernement péquiste à l'Assemblée nationale, entre septembre et décembre 2012, pour ensuite être nommé ministre du Développement durable, de l'Environnement, de la Faune et des Parcs.
Il devient député de Johnson lors des élections générales de 2012, mais est battu par André Lamontagne aux élections générales de 2014 et quitte alors l'Assemblée nationale. Blanchet remporte la course à la direction du Bloc québécois de 2019 et est élu député dans la circonscription de Belœil—Chambly lors des élections fédérales de 2019.

## Biographie
Originaire de Drummondville, Yves-François Blanchet obtient un diplôme d'études collégiales en sciences humaines du Cégep de Drummondville en 1984 et un baccalauréat en anthropologie et en histoire de l'Université de Montréal en 1987. Engagé politiquement depuis 1987 au sein du Parti québécois au moment où Jacques Parizeau prépare son retour en politique, il est engagé comme permanent au comité national des jeunes du Parti québécois en 1988 et en 1989,. 
En 1990, Yves-François Blanchet fonde avec son associé Alain Goulet les Productions culturelles Paradigme inc., une boîte de gérance d'artistes visant à aider la relève du rock québécois,. Il fonde aussi Diffusion YFB inc. Le plus connu parmi ses clients est le chanteur Éric Lapointe, mais il s'occupe aussi au début de sa carrière des groupes Possession simple et French B. En octobre 1998, il s'associe avec Donald Tarlton (Donald K. Donald), Jean-François Amiot et André Hudon pour former l'agence de production et de marketing de spectacles Génération. Cette entreprise sera plus tard absorbée par l'agence de Blanchet, Diffusion YFB. En 2000, il fonde Projets D2 inc. qui s'occupe des carrières de Laurence Jalbert, Nancy Dumais et Mélanie Renaud, puis à partir de 2002 de celles de Maxim Martin, Caroline Néron et Florent Vollant. Une autre filiale, Disques D7, vise le marché anglophone canadien et la diffusion d'artistes étrangers, et représente le groupe britannique Archive, la chanteuse américaine Mary Gauthier, le Belge Jeronimo et les Français Melvil Poupaud et Lord Kossity.  
En juin 2003, Yves-François Blanchet devient président de l'Association québécoise de l'industrie du disque, du spectacle et de la vidéo (ADISQ). À ce titre, il intervient dans des débats concernant entre autres les quotas de musique francophone dans les stations de radio, le téléchargement illégal de musique par Internet et les retombées de la condamnation du producteur Guy Cloutier. Il termine son mandat en juin 2006, quand Paul Dupont-Hébert lui succède.
Yves-François Blanchet est également enseignant à l'École du show-business et auprès de jeunes décrocheurs à Intégration Jeunesse du Québec.

### Parcours politique
En octobre 2008, Yves-François Blanchet est choisi candidat du Parti québécois dans la circonscription de Drummond ; il est alors un des candidats-vedettes du PQ qui tente de revenir sur le devant de la scène politique après être tombé au rang de deuxième opposition aux élections précédentes de 2007. Le 8 décembre, il est élu dans une lutte serrée contre le libéral Jacques Sigouin et le député sortant Sébastien Schneeberger de l'ADQ. 

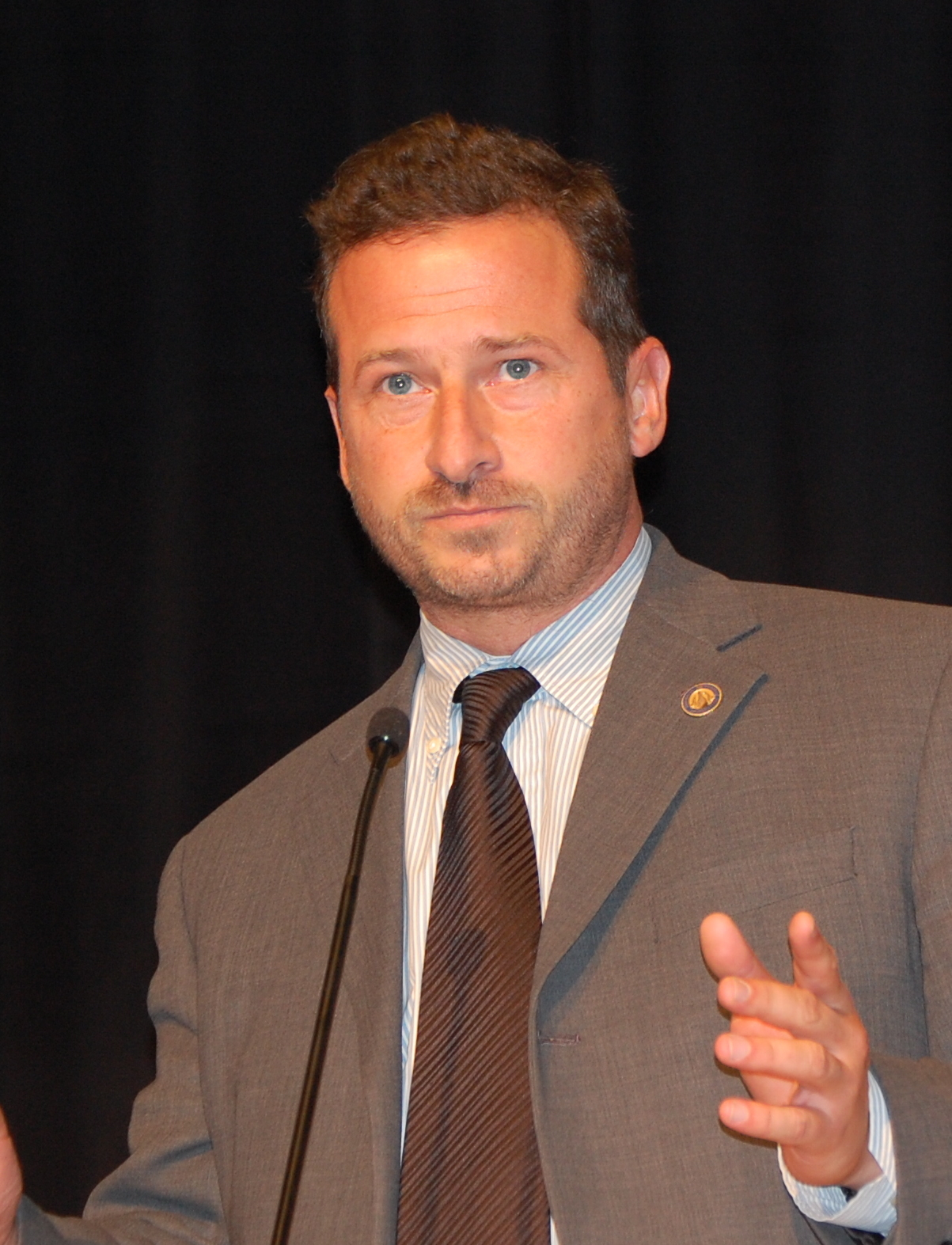
Yves-François Blanchet en 2009.

Au cours de son premier mandat, il est nommé en janvier 2009 porte-parole de l'opposition officielle en matière d'aide financière aux études. En janvier 2010 on lui confie les dossiers de la jeunesse et des affaires étudiantes, puis en août ceux de la culture et des communications, et enfin en août 2011 les dossiers de l'immigration, des communautés culturelles et de langue. Il devient également vice-président de la commission de la Culture et de l'Éducation en février 2012. 
Lors des élections de septembre 2012, la circonscription de Drummond ayant disparu avec la refonte de la carte électorale de 2011, Yves-François Blanchet est candidat dans Johnson. Il est réélu de justesse, avec 203 voix d'avance sur le candidat de la Coalition avenir Québec, Stéphane Legault. Le Parti québécois est alors porté au pouvoir d'un gouvernement minoritaire, et Blanchet est nommé whip en chef de ce gouvernement. Peu après, le 4 décembre 2012, il fait son entrée au Conseil des ministres en étant nommé ministre du Développement durable, de l'Environnement, de la Faune et des Parcs au sein du gouvernement Marois en remplacement de Daniel Breton.
Défait en 2014, il devient chroniqueur politique sur les ondes de la Société Radio-Canada, ainsi que pour Groupe Capitales Médias. 
Martine Ouellet, cheffe du Bloc québécois, le parti indépendantiste œuvrant sur la scène fédérale, perd un vote de confiance le 3 juin 2018 et démissionne le lendemain. Blanchet annonce en novembre suivant son intention de lui succéder. À la suite du retrait du seul autre candidat, il est élu sans opposition à la fonction le 17 janvier 2019.
Lors des élections fédérales de 2019, il est élu député dans la circonscription de Belœil—Chambly avec une majorité de 18 998 voix. Il dirige depuis lors la députation de 32 élus du Bloc québécois, le troisième parti en importance de la Chambre des communes. Comme le gouvernement est minoritaire, le Bloc détient avec le Nouveau Parti démocratique la balance du pouvoir.
Le 20 mai 2023, Blanchet obtient l'appui de 97,25 % des militants lors d'un vote de confiance au congrès du Bloc québécois à Drummondville.
Lors des élections fédérales de 2025, il est réélu avec 48,3 % des voix et une majorité de 9 708 voix sur son plus proche adversaire, le candidat libéral Nicholas Malouin.

### Engagement communautaire
Yves-François Blanchet a été président pendant deux ans de la division québécoise du Jour de la Terre (2006-2008). Il a aussi siégé sur de nombreux conseils d'administration tels que le Conseil canadien de la musique, le comité ministériel sur la culture à la Commission du disque et du spectacle de la Société de développement des entreprises culturelles (SODEC), le Fonds RadioStar, la Fondation Musicaction et la Société de gestion collective des droits des producteurs de phonogrammes et de vidéogrammes du Québec (SOPROQ) (2000-2008).

### Accusation criminelle
Dans la nuit du 4 décembre 2008, Yves-François Blanchet est intercepté par le service de police de Drummondville alors qu'il est dans sa voiture pour aller récupérer des effets personnels. Son véhicule est en marche, mais immobilisé. Les policiers lui demandent de passer un éthylotest. À deux reprises, il l'échoue. Les policiers procèdent à son arrestation.
En point de presse, la journée même, Blanchet déclare que « le moteur de [son] véhicule n'était pas en marche ».
Lors de son procès, Blanchet affirme alors qu'il voulait simplement recharger son cellulaire, qu'il n'avait pas l'intention de prendre le volant et que sa voiture hybride s'est mise en marche par elle-même afin de conserver une charge optimale de la batterie.
Les policiers affirmeront que lors de son arrestation, il avait un taux d'alcool dans le sang deux fois supérieur à la normale.
Il sera reconnu coupable le 13 mai 2010 de conduite en état d'ébriété. Son permis de conduire sera suspendu pour une période d'un an, en plus de devoir payer une amende de 1 000 $.

### Allégations d'inconduite sexuelle
Le 14 juillet 2020, sur la page Facebook du collectif féministe Hyènes en jupons, une femme anonyme accuse Yves-François Blanchet de harcèlement sexuel à son égard. Selon le témoignage, les événements se seraient produits dans un bar de Montréal en 1999. Quelques jours après cette dénonciation, le collectif annonce avoir reçu des menaces et ferme sa page. 
À la suite des allégations le concernant, lors de sa première sortie publique, Yves-François Blanchet évoque la possibilité de poursuivre les Hyènes en jupons pour diffamation. Il nie sans équivoque les gestes qui lui sont reprochés, tout en invitant la personne derrière ces allégations à porter plainte aux autorités compétentes. Les députés bloquistes prennent eux aussi position et appuient unanimement leur chef dans un communiqué de presse diffusé par le parti. 

## Vie privée
Yves-François Blanchet est père de quatre enfants.

## Honneurs et distinctions
- 2006 : Personnalité de l'année de la Chambre de commerce et d'industrie de Drummondville[47].
- 2006 : Reconnu, en tant que président de l'ADISQ, comme une des 25 personnalités les plus influentes sur la scène culturelle québécoise par le quotidien La Presse[48].